# 에파포스
에파포스(/ˈɛpəfəs/; 고대 그리스어: Ἔπᾰφος), 혹은 아피스는 그리스 신화에 등장하는 제우스의 아들이자 고대 이집트의 왕이었다.

## 가족
에파포스는 제우스와 이오의 아들이었으며, 케로에사의 형제였다. 아내인 멤피스(다른 기록에 따르면 카시오페이아)에게서 딸 리비아를 두었다. 일부 기록에서는 리시아나사라는 이름의 딸이 한 명 더 있었다. 이 딸들은 나중에 포세이돈의 아들들인 벨루스, 아게노르와 아마도 렐렉스를 낳았고, 리시아나사는 부시리스를 낳았다. 이 딸들을 통해 에파포스는 "어두운 리비아인, 고귀한 아이티오피아인, 그리고 지하인들과 연약한 피그미 부족"의 조상이 되었다.
한 기록에 따르면, 에파포스에게는 피그미족의 조상인 피그마에우스를 낳은 아들 도로스가 있었다. 다른 기록에서는 이 작은 부족은 에파포스와 가이아(대지) 사이에서 태어났다고 한다.

## 신화

### 탄생
에파포스라는 이름/단어는 "접촉"을 의미한다. 이는 제우스의 손길로 그가 잉태되었음을 나타낸다. 스트라본에 따르면 이오는 긴 방랑 끝에 에비아섬의 보오사울레 동굴에서 에파포스를 낳았고, 다른 기록에 따르면 나일강 유역의 이집트에서 낳았다. 헤라는 쿠레테스를 통해 그를 숨겼으나, 이오는 그를 찾아 시리아에서 발견하여 비블로스 왕의 아내에게서 양육되었다.

### 파에톤
에파포스는 헬리오스와 클리메네의 아들인 파에톤과 동시대 인물이자 그의 라이벌이기도 했다. 그는 파에톤의 혈통을 비판하며 "불쌍하고 정신 나간 친구여, 어머니가 말하면 무엇이든 믿지 않으려니, 상상 속의 아버지인 낮의 군주에 대한 애정 어린 생각에 너무나 자만하는구나."라고 말했다. 이 비난은 파에톤이 아버지의 태양 마차를 타고 운명적인 여정을 시작하게 만들었다.

### 통치와 죽음
에파포스는 신화에서 멤피스의 건설자로 여겨진다. 헤라는 남편의 사생아가 그렇게 위대한 왕국을 다스리는 것을 질투하여, 에파포스가 사냥 중에 죽임을 당하도록 만들었다.
데이비드 롤은 에파포스를 힉소스 파라오 아포피스와 동일시한다.

## 내용주
1. ↑  Herodotus, 3.27
2. 1 2  Hesiod, Ehoiai 40a as cited in Oxyrhynchus Papyri 1358 fr. 2
3. ↑  Euripides, Phoenissae 678; Oedipus 1.638–689; Aeschylus, Suppliant Women 48; Apollodorus, 2.1.3; Ovid, Metamorphoses 1.747–748; Hyginus, Fabulae 155; Nonnus,  3.284–285
4. ↑  Nonnus, 32.70
5. ↑  Apollodorus, 2.1.4
6. ↑  Hyginus, Fabulae 149
7. ↑  Pausanias, 1.44.3; Nonnus, 3.287; Hyginus, Fabulae 157; Solinus, Polyhistor 24.1; Tzetzes ad Lycophron, 649; Scholia ad  Euripides, Phoenissae 5
8. ↑  Apollodorus, 2.5.11
9. ↑  Stephanus of Byzantium, s.v. Pygmaioi (Πυγμαῖοι)
10. ↑  Hesiod, Catalogue of Women fr. 40A
11. ↑  Aeschylus, Suppliant Women 315; Aeschylus, Prometheus Bound 850–852
12. ↑  Strabo, 10.1.3
13. ↑  Hyginus, Fabulae 145
14. ↑  Apollodorus, 2.1.3
15. ↑  Ovid, Metamorphoses 1.749–743
16. ↑  Hyginus, Fabulae 149 & 275
17. ↑  Statius, Thebaid 7.186
18. ↑  Hyginus, Fabulae 150
19. ↑  David Rohl: The Lords of Avaris. London, Arrow Books 2007